# Simla (Colorado)
Simla is een plaats (town) in de Amerikaanse staat Colorado, en valt bestuurlijk gezien onder Elbert County.

## Demografie
Bij de volkstelling in 2000 werd het aantal inwoners vastgesteld op 663.
In 2006 is het aantal inwoners door het United States Census Bureau geschat op 720, een stijging van 57 (8,6%).

## Geografie
Volgens het United States Census Bureau beslaat de plaats een oppervlakte van
1,4 km², geheel bestaande uit land. Simla ligt op ongeveer 1822 m boven zeeniveau.

## Plaatsen in de nabije omgeving
De onderstaande figuur toont nabijgelegen plaatsen in een straal van 56 km rond Simla.